# Maria Antonietta Macciocchi

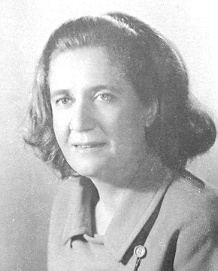
Maria Antonietta Macciocchi

Maria Antonietta Macciocchi (* 23. Juli 1922 in Isola del Liri, Italien; † 15. April 2007) war eine italienische Politikerin, Schriftstellerin und Frauenrechtlerin. Als Mitglied der Kommunistischen Partei Italiens gehörte sie von 1968 bis 1972 dem italienischen Abgeordnetenhaus an. Für die Partito Radicale war sie von 1979 bis 1980 erneut Mitglied der Camera dei deputati sowie von 1979 bis 1983 Mitglied des Europäischen Parlaments.

## Leben
Maria Antonietta Macciocchi wuchs in einem antifaschistischen Elternhaus auf. Mit zwanzig Jahren trat sie der Kommunistischen Partei Italiens (PCI) bei. Während des Krieges arbeitete sie in einem Versteck des Widerstands und nahm an Propagandaaktionen teil.  Im Jahr 1945 erwarb sie einen Abschluss in Literatur und Philosophie an der Universität La Sapienza in Rom.
Von 1950 bis 1956 leitete sie das Magazin Noi Donne, das offizielle Organ der UDI (Unione Donne in Italia), der Frauenorganisation der PCI. 1956 wurde sie Leiterin der Wochenzeitung Vie Nuove (Neues Leben), dem Organ der Kommunistischen Partei Italiens und verwandelte es in ein eigenständiges Magazin, deren Artikel nicht immer mit der Linie der PCI übereinstimmen mussten. Beispielsweise kamen Pier Paolo Pasolini und Curzio Malaparte zu Wort, Letzterer als einer der Ersten mit Berichten über China.
1961 verließ sie Vie Nuove und wurde Auslandskorrespondentin der L’Unità in Algier und Paris, und führte Interviews mit vielen Führern der kommunistischen Weltbewegung und der blockfreien Länder, wie Tito, Ahmed Ben Bella, Indira Gandhi und Nikita Chruschtschow.
Im Jahr 1968 wurde sie von der PCI für die Wahlen zum Abgeordnetenhaus nominiert und gewann einen Sitz im Parlament, dem sie bis 1972 als Mitglied des Ausschusses für auswärtige Angelegenheiten angehörte.
Ihre kritische Haltung gegenüber der Partei, die der französische Philosoph Louis Althusser später in einem Buch veröffentlichte, und ihre offensichtliche Begeisterung vom chinesischen Kommunismus führte sie in den Widerspruch zum Zentralkomitee.
1971, nach der Rückkehr von einer Reise nach China, veröffentlichte Marie Antoinette Macciocchi ein Buch von 560 Seiten mit dem Titel China 1972, in dem sie China als sozialistischen Paradies lobte. Dieser Kontrast mit der offiziellen Linie der Partei veranlasste die Partei sie bei den nächsten allgemeinen Wahlen 1972 nicht erneut aufzustellen. Marie Antoinette entschied sich, Italien zu verlassen und nach Paris zu gehen, wo ihre Bücher sehr erfolgreich waren. Von 1972 bis 1980 war sie Dozentin für politische Soziologie an der Universität Paris VIII Vincennes, 1977 erhielt sie ihren Doktortitel in Politikwissenschaft von der Sorbonne.
1977 wurde Macciocchi aus der PCI ausgeschlossen und trat stattdessen der Partito Radicale bei. Für den ausgeschiedenen Leonardo Sciascia rückte sie im September 1979 in das Europäische Parlament nach, dem sie bis zum Ende der Legislaturperiode 1984 angehörte. Sie saß zunächst in der richtungsübergreifenden Fraktion für die technische Koordinierung und Verteidigung der unabhängigen Gruppen und Abgeordneten (CDI), 1982 wechselte sie in die Sozialistische Fraktion. Im Europäischen Parlament gehörte Macciocchi dem Rechtsausschuss sowie ab März 1982 dem Untersuchungsausschuss zur Situation der Frau in Europa an.

## Werke
- China 1972 – Ökonomie, Betrieb und Erziehung seit der Kulturrevolution (Dalla Cina), Berlin: Wagenbach 1975, gemeinsam mit Charles Bettelheim
- Jungfrauen, Mütter und ein Führer. Frauen im Faschismus, Berlin: Wagenbach 1976
- Der französische Maulwurf
- Lettere dall'interno del P.C.I. a Louis Althusser, 1969